# Cruquius-Oost
Cruquius-Oost is een buurtschap in de gemeente Haarlemmermeer.
Het bestaat uit lintbebouwing aan de ventweg van de N201 (Kruisweg) tussen de Spieringweg en de IJtocht, en wordt tegenwoordig doorsneden door de Drie Merenweg.
Ten westen van Cruquius-Oost ligt Cruquius, ten oosten het Haarlemmermeerse Bos en Hoofddorp (ook gedeeltelijk ten zuiden), en ten noorden het park De Groene Weelde.
Plaatsen: Abbenes · Badhoevedorp · Beinsdorp · Buitenkaag · Burgerveen · Cruquius · Haarlemmerliede · Halfweg · Hoofddorp · Leimuiderbrug · Lijnden · Lisserbroek · Nieuw-Vennep · Rijsenhout · Rozenburg · Schiphol · Schiphol-Rijk · Spaarndam-Oost · Spaarnwoude · Vijfhuizen · Weteringbrug · Zwaanshoek · Zwanenburg

Gehuchten en buurtschappen: Aalsmeerderbrug · Boesingheliede · Cruquius-Oost · De Hoek · Huigsloot · 't Kabel · De Liede · Nieuwebrug · Nieuwe Meer · Oude Meer · Penningsveer · Schiphol-Oost · Vinkebrug · Vredeburg · Weberbuurt

Voormalige gemeente: Haarlemmerliede en Spaarnwoude

Noord-Holland: Steden en dorpen      Nederland: Provincies · Gemeenten